# الصحة المدرسية الأمريكية
1334703
ان النمو المتزايد لحركة الصحة المدرسية وهي أتحاد الصحة المدرسية الأمريكية (ASCHA) هي منظمة أحترافية من الاطباء وأطباء الاسنان والاداريين والممرضات ومساهمين أخرين في صحة أطفال المدارس التي تأسست عام 1906 والتي يشارك بها مصلحين وسياسيين من حقبة الحركة التقدمية التي نشطت في قضايا الصحة المدرسية والمحاماة حتى الاجتماع الاخير لها في عام 1921.

## تأسيسسها
أنشأت (ASCHA) في مدينة نيويورك في اجتماع للعناية بالصحة والشؤون المدرسية في 3 ديسمبر 1906.
تأسست الجمعية لتحفيز الابحاث وتشجيع عامل النظافة للمشاكل الصحية المدرسية والمساهمة بنشاط وحكمة في الحركات التي تهدف لتحسين الظروف الصحية التي تحيط بالاطفال أثناء فترتهم الدراسية.
«أنه ينبغي في كل مدينة وبلدة توفير ما يكفي من تدابير، من أجل الفحص الصحي للمدارس والفحص الطبي، بحيث لا يشمل الفحص الطبي فقط الأمراض المعدية، ولكن يشمل أيضًا العيون والأذنين والأسنان والحلق والأنف، والحالة البدنية العامة... أن جميع المدارس التي لديها دورات لتدريب المعلمين يجب أن تقدم تعليمات في (أ) النظافة الشخصية والمدرسية، و (ب) مبادئ وممارسة التدريب البدني، وأن كل من هذه المواد يجب أن تكون نظرا للوقت الذي تستغرقه المواد الرئيسية في الدورة».
- حركة الإصلاح الصحي في العصر التقدمي: قاموس تاريخي.

## العضوية والنشاط
كان رئيس عصر حركة التقدم ثيودور روزفلت الرئيس الفخري (ASCHA)من 1907 إلى 1908, وفي عام 1909 عقد أول مؤتمر في البيت الابيض للأهتمام بالاطفال المعتمدين على غيرهم.
(ASCHA) لديها ثلثة عشر مؤتمر المتعلقة بالاجراءات المنشورة من بداية الحركة التي تجشع البرامج التي تركز على البيئة المدرسية الصحية المتضمنة لتعزيز الصحة العامة المناسب، حماية الأطفال من المشاكل الصحية، والإرشاد الصحي المناسب."
في عام 1912, شاركت الجمعية مع الجمعية الطبية الامريكية (AMA), لتدريس علم وظائف الاعضاء العملي والصحة العامة في المدارس العامة والخاصة،"وكان المؤتمر الاخير ل (ASCHA) في عام 1921.

## الإرث
بينما تبنت عدة مدارس خلال هذه الحقبة التربية الرياضية فقط بدلا من التعليم الصحي المدرسي الشامل ساعدت (ASCHA) في تشكيل حركة تحسين تعليم الصحة المدرسية.
بعد أعضائها استمر في تأسيس الجمعية الأمريكية لاطباء المدارس في عام 1926 والتي أعيدت تسميتها في عام 1936 بأسم (جمعية الصحة المدرسية الامريكية) (ASHA).